# Andrijaševci
Andrijaševci su općina u Hrvatskoj.

## Zemljopis
Andrijaševci su smješteni na putu Županja – Vinkovci s lijeve strane Bosuta, rijeke koja ih odvaja od Rokovaca. Jedan dio sela nalazi se odvojeno od ostatka, prije sjevernog ulaza u selo Cerna, koje leži na istom prometnom pravcu.

## Stanovništvo
Po popisu stanovništva iz 2021. godine, općina Andrijaševci imala je 3465 stanovnika, raspoređenih u 2 naseljena mjesta:
- Andrijaševci – 1763
- Rokovci – 1702

Po popisu stanovništva iz 2011. godine, općina Andrijaševci imala je 4075 stanovnika, raspoređenih u 2 naseljena mjesta:
- Andrijaševci – 2046
- Rokovci – 2029

Prema popisu stanovništva iz 2001. godine, općina Andrijaševci imala je 4249 stanovnika. 
- Andrijaševci – 2165
- Rokovci – 2084

### Nacionalni sastav, 2001.
- Hrvati – 4202 (98,89 %)
- Srbi – 10 (0,24 %)
- Mađari – 7 (0,16 %)
- Rusini – 4
- Albanci – 2
- Bošnjaci – 2
- Crnogorci – 1
- Makedonci – 1
- Slovaci – 1
- Ukrajinci – 1
- neopredijeljeni – 9 (0,21 %)
- nepoznato – 9 (0,21 %)

| broj stanovnika | 1205  | 1133  | 1328  | 1651  | 1978  | 1940  | 2069  | 2277  | 2722  | 3112  | 3594  | 3734  | 3923  | 4031  | 4249  | 4075  | 3441  |
|                 | 1857. | 1869. | 1880. | 1890. | 1900. | 1910. | 1921. | 1931. | 1948. | 1953. | 1961. | 1971. | 1981. | 1991. | 2001. | 2011. | 2021. |

| broj stanovnika | 676   | 666   | 740   | 947   | 1065  | 1118  | 1162  | 1222  | 1516  | 1723  | 2010  | 2054  | 2093  | 2076  | 2165  | 2046  | 1749  |
|                 | 1857. | 1869. | 1880. | 1890. | 1900. | 1910. | 1921. | 1931. | 1948. | 1953. | 1961. | 1971. | 1981. | 1991. | 2001. | 2011. | 2021. |

## Povijest
Andrijaševci su vrlo usko povezani s Rokovcima, imaju zajedničku općinu, župnika i školu, a dijeli ih samo most. Postoji legenda o dva brata Andriji i Roku, koji su se naselili svaki s jedne strane Bosuta i izgradili crkve, oko kojih su se naselila mjesta.

## Poznate osobe
- Vesna Tominac, glumica (Zabranjena ljubav)
- Ana Cvenić, dobitnica nagrade "Ivan Kozarac" za knjiženost i jedna od važnijih osoba u organizaciji "Vinkovačkih jeseni".
- Vlado Benić, urednik informativnog programa Hrvatskog radija Vukovar, dobitnik nagrade "Zlatni objektiv"

## Spomenici i znamenitosti
Arheološko nalazište "Rokovačke zidine".

## Obrazovanje
- Osnovna škola Ivana Brlić-Mažuranić

## Kultura
- KUD "Slavko Janković" Rokovci-Andijaševci

## Šport
- NK Frankopan

## Vanjske poveznice
- Službena stranica